# Баскетбол на колясках

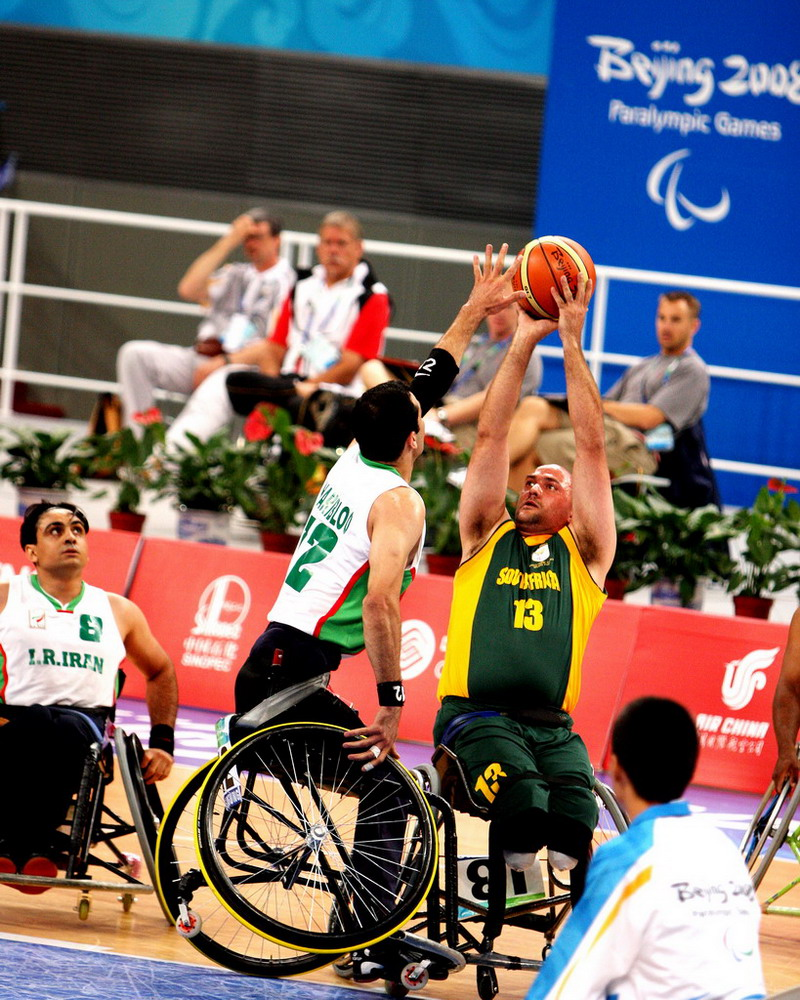
На летних Паралимпийских играх в Пекине, 2008 г.

Баскетбол на колясках — разновидность баскетбола, в которой игроки перемещаются при помощи колясок.
Для человека, получившего травму спинного мозга, или перенёсшего ампутацию ног (ноги, пальца), очень важно пройти не только физическую реабилитацию, но и психологическую. Баскетбол на колясках даёт и физическую реабилитацию, включающую в себя восстановление в той или иной мере утраченных функций органов или же выработку компенсаторных механизмов со стороны других органов и систем, и психологическую реабилитацию, предполагающую волевую мобилизацию на готовность к работе и деятельности вообще.

## История
Баскетбол на колясках появился в 1946 в США. Бывшие баскетболисты (и не только баскетболисты), во время второй мировой войны, получившие серьёзные ранения и увечья на полях сражений, не захотели расставаться с любимой игрой и придумали «свой» баскетбол.
Сейчас в него играют более чем в 80 странах. Число только официально зарегистрированных игроков — около 25 тысяч человек. Международная федерация баскетбола на колясках (IWBF) (англ.) проводит различные спортивные мероприятия: чемпионат мира — раз в 4 года; ежегодные турниры клубных команд, зональные соревнования (один-два раза в год) и пр. Баскетбол на колясках входит в программу Паралимпийских Игр с момента проведения первых таких соревнований среди инвалидов в Риме в 1960.

## Баскетбол в России
В России в баскетбол на колясках впервые стали играть в Москве и Санкт-Петербурге с 1990 года. Играли на комнатных колясках в зале без необходимых разметок и практически без правил, что больше напоминало детскую подвижную игру с мячом. Замечательные изменения произошли после визита в Москву в октябре 1990 года баскетболистов на колясках из Бонна. Примечателен тот факт, что немецкая команда находилась в столице в туристическом вояже; не желая потерять спортивную форму, она убедила наших спортивных чиновников помочь им организовать тренировки и напросилась на товарищескую встречу с москвичами.
К этому времени баскетбольная команда москвичей на колясках тренировалась всего лишь несколько месяцев. Были сыграны две игры. Результат оказался не в пользу россиян, но значимость встреч недооценить нельзя. В России наконец-то узнали воочию и по-настоящему, что такое современный баскетбол на колясках. В апреле 1991 года в Московском городском физкультурно-спортивном клубе инвалидов была создана и зарегистрирована секция баскетбола на колясках. С этого момента с командой начал работать профессиональный тренер, занятия стали проводить регулярно, сначала три раза, а затем пять раз в неделю. При помощи спонсора, Российской товарно-сырьевой биржи, были приобретены баскетбольные коляски.
В мае 1993 года состоялся ответный визит российских игроков в Германию, где команда впервые приняла участие в международном турнире, с участием четырёх команд, три из которых команды 1-го дивизиона.
В настоящее время в России баскетбол на колясках развивается в Москве, Санкт-Петербурге, Тюмени, Челябинске, Екатеринбурге. В России насчитывается 7 мужских и одна женская баскетбольные команды. В 1993 году в Москве состоялся первый Чемпионат России по баскетболу на колясках, победу на котором одержала команда Московского ФСК инвалидов.
На международной арене сборная России дебютировала на чемпионате Европы в 1993 году в Польше, где заняла последнее место.
Однако на следующем чемпионате Европы, который состоялся в 1995 году в Загребе (Хорватия), команда России заняла 3-е место в группе «В».
В настоящее время, по рейтингу IWBF (англ.), Россия занимает 13-е место из 36 стран Европы, где развивается баскетбол на колясках.
В 1999 году на Чемпионате Европы, который проходил в Нидерландах, приняла участие женская сборная команда России, которая заняла последнее место.
Клубные команды были представлены на международной арене двумя командами. Москвичи дебютировали в розыгрышах европейских клубных турниров в 1994 году. С тех пор московская команда ежегодно принимает в них участие. В 1995 году в Афинах команда заняла 3-е место в розыгрыше Кубка Вилли Бринкмана, в 2000 году вышла в финальную часть Кубка европейских чемпионов. Вторая российская команда, «Баски» из Санкт-Петербурга, принимала участие в 1999 году в розыгрыше кубка Еврокап-3, где заняла 7-е место. В 2002 году впервые выступила в Еврокубке команда «Шанс» из Тюмени.
Несмотря на имеющиеся успехи на международном уровне, за 10 лет своего развития баскетбол на колясках в России не получил, к сожалению, широкого распространения. Прежде всего это связано с большими для России финансовыми затратами по развитию этого увлекательного вида спорта. Ведь цена одной спортивной коляски для занятия баскетболом варьируется в пределах 2000 — 3000 долларов США, что сравнимо с ценой автомобиля.

## Правила

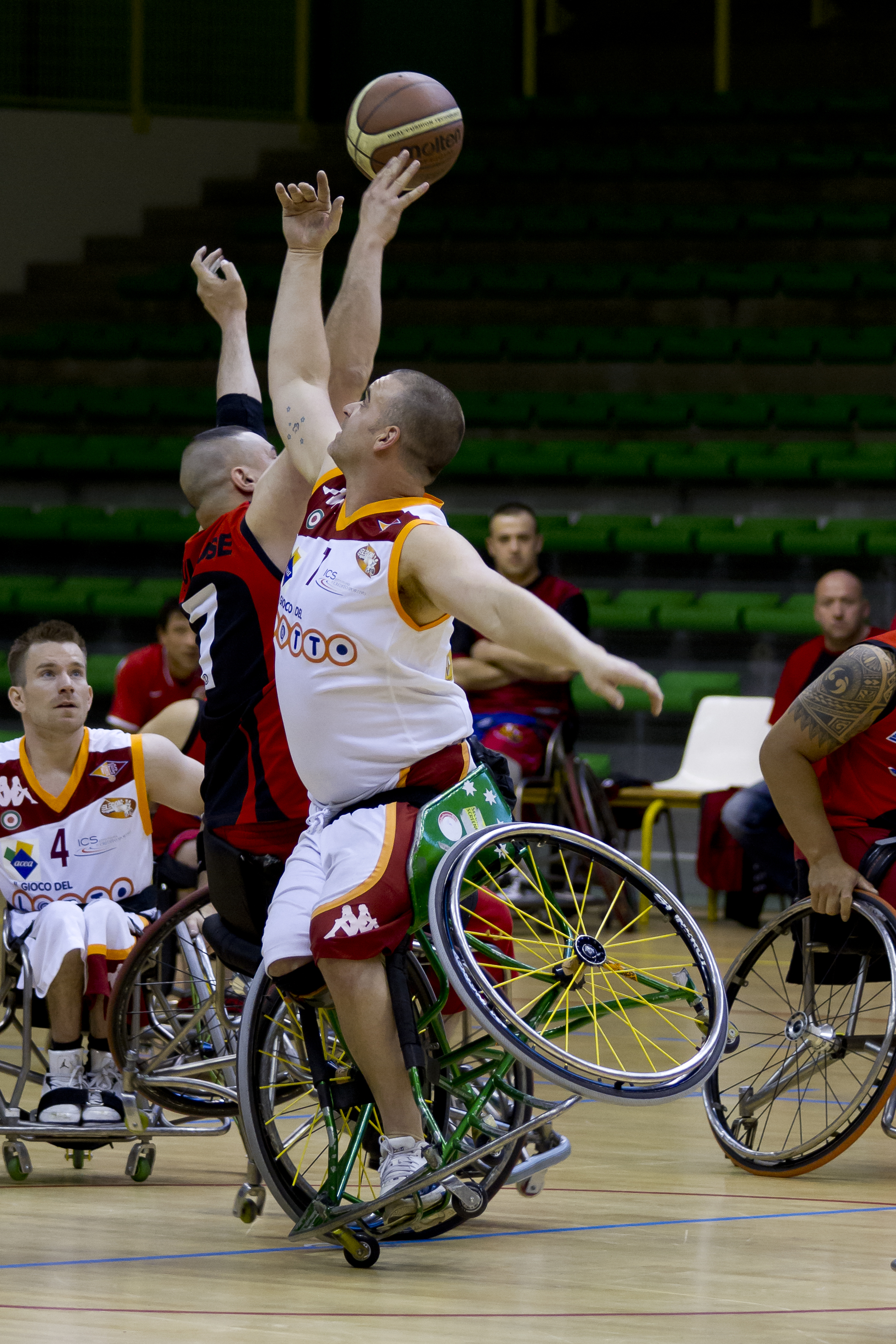
Евролига. Рим — Тулуза.

Баскетбол на колясках проводится под эгидой IWBF (англ.) и базируется на Правилах, утверждённых Международной Федерацией баскетбола (ФИБА).
Основные различия заключаются в следующем:
1. Коляска
2. Классификация игроков
3. Баллы участвующих игроков
4. Правило ведения мяча
5. Процесс поочерёдного владения
6. Технический фол игрока
7. Замены
8. Процесс броска
9. Покидание площадки без разрешения
10. Ситуации контактов
11. Правило трёх секунд
12. Принцип вертикальности

### 1. Коляска.
Обязанность судей — контролировать, чтобы коляска соответствовала определённым допустимым размерам, поскольку она считается частью игрока. Несоблюдение данного правила приводит к недопуску коляски к игре. Установленные требования относятся к: бортам, подножкам, максимальной высоте коляски, размерам больших колёс, нижнего (-их) ролика (-ов), подлокотникам, отсутствию управляющих устройств (допускаются тормоза и механизмы, но не разрешаются шины, которые могут оставлять следы на полу).

### 2. Классификация игроков.
Классификации игроков определяются Комиссией по классификации игроков IWBF (англ.) и должны соответствовать следующим значениям (баллам): 1.0, 1.5, 2.0, 2.5, 3.0, 3.5, 4.0 и 4.5. Нижнее значение (баллы) относится к игрокам с наивысшей степенью инвалидности, а верхнее значение (баллы) — к игрокам с наименьшей степенью инвалидности. Остальные баллы определяют варьирующиеся степени инвалидности и устанавливаются Комиссией.

### 3. Баллы участвующих игроков.
Во время игры у команды на площадке одновременно не могут находиться игроки, суммарное значение которых превышает 14-балльный предел. Если в какое-либо время в игре команда превышает 14-балльный предел, то фиксируется технический фол тренеру с немедленным внесением исправления в состав. Карточки игроков находятся у судей за столиком для проверки классификации игроков и общего количества баллов.

### 4. Правило ведения мяча.
Ведение мяча происходит, когда игрок, установивший контроль над живым мячом на площадке, передвигает свою коляску и одновременно с этим ведёт мяч либо поочерёдно передвигает коляску и ведёт мяч. Мяч должен быть размещён на круге во время передвижения коляски, и один или два толчка коляски должны сопровождаться одним или несколькими ударами мяча в пол. Допускается также использование обоих вышеуказанных действий поочерёдно. Нельзя совершить нарушение двойного ведения. Если игрок толкает свою коляску более двух раз в то время, когда держит мяч на своём круге, не возвращая его на пол, не отдавая передачи, не выполняя броска или не начиная катить его,
то это является нарушением в передвижении с мячом.

### 5. Процесс поочерёдного владения.
Каждый период начинается подбрасыванием мяча (спорным броском). Команда, не установившая контроль над мячом после подбрасывания, начнёт процесс поочерёдного владения. Все последующие вбрасывания выполняются из-за пределов площадки напротив продолжения ближайшей линии штрафного броска или на продолжении центральной линии напротив секретарского столика, в зависимости от того, где произошло нарушение.

### 6. Технические фолы игрока.
Наиболее значительные несоблюдения Правил игроками на колясках, связанные с техническим фолом, включают в себя покидание площадки, выход из коляски, отрывание обоих задних колёс от пола, поднятие стопы (стоп) с подножек, использование любой части нижней(-их) конечности(-ей) для того, чтобы помочь себе остановиться или изменить направление движения коляски и использование
коляски с намерением, противоречащим самому определению коляски, а также всё то, что преследует целью получить несправедливое преимущество.

### 7. Замены.
Замены игрока, выполняющего штрафной бросок, либо во всех других случаях определяются согласно ограничению суммарного количества баллов. Применяются все положения ФИБА, но необходимо придерживаться и максимального 14-балльного классификационного правила. В случае если команда, игрок которой выполняет штрафные броски, производит несколько замен для того, чтобы сохранить 14-балльное ограничение, тогда команда соперников также может произвести несколько замен для того, чтобы противостоять вступившим в игру игрокам и не оказаться поставленной в невыгодное положение.

### 8. Процесс броска.
Правила IWBF (англ.) определяют, что процесс броска включает в себя процесс показа или сам показ. Согласно определению, это означает «расположение руки(рук) игрока, выполняющего бросок, таким образом, что ладонь практически полностью или частично разворачивается вверх при подготовке броска или выпускании мяча из рук по направлению к корзине». При этом важно понимать, что игроки с различными способностями бросают или выпускают мяч из рук различными способами. В качестве примера приведём следующее: игрок, обладающий самыми низкими баллами, может бросать мяч «совковым» способом (скрыто), в отличие от более высококвалифицированных игроков, которые бросают мяч традиционным способом.

### 9. Покидание площадки без разрешения.
Покидание площадки игроками в баскетболе на колясках происходит гораздо чаще, чем в обычном баскетболе. Технический фол должен фиксироваться только тогда, когда игрок пытается получить несправедливое преимущество. Если нападающий нарушает это правило впервые, то судья должен зафиксировать нарушение (потерю владения мячом) и предупредить капитана провинившейся команды. Предупреждение применяется ко всей команде на оставшуюся часть игры и приводит к назначению технического фола при следующем подобном нарушении. Если это правило нарушает защищающаяся команда, то предупреждение выносится по окончании данной фазы игры. Каждое
последующее подобное нарушение является техническим фолом. Случайное покидание площадки не должно наказываться.

### 10. Ситуации контактов.
Принципы контактов в ФИБА трактуются в соответствии со следующими определениями:
1. Путь игрока;
2. Защитник должен быть видим, чтобы «оказаться на пути» нападающего;
3. Принципы «времени и расстояния для правильного положения при опеке» строго усилены. Опытные судьи, обслуживающие баскетбол на колясках, не позволят звуку контакта повлиять на принятие решения, что является фолом, а что рассматривается как случайный контакт.

### 11. Правило трёх секунд.
Из-за размеров колясок игроков часто задерживают соперники при попытке притормозить их продвижение. В подобных ситуациях судьи вправе воздержаться от свистка о нарушении до тех пор, пока игрок пытается отцепиться, но в то же время защитник может быть наказан фолом за задержку своей коляской. Более существенным различием в правиле трёх секунд является тот факт, что нападающий не может располагаться в ограниченной зоне до тех пор, пока мяч не будет передан игроку, выполняющему вбрасывание из-за пределов площадки. Если это происходит, то немедленно фиксируется нарушение команде, имеющей право на вбрасывание.

### 12. Принцип вертикальности.
Каждый игрок имеет право на пространство (цилиндр) на площадке, занимаемый коляской и его туловищем в вертикально сидячем положении. Если в процессе броска защитник вторгается в цилиндр игрока, выполняющего бросок, и вызывает контакт с его рукой, телом или коляской, то это приводит к фиксации фола. Одно из наиболее частых заблуждений заключается в том, что игроки не способны вернуться в своё исходное положение в коляске после того, как они были смещены контактом. Ничто не может быть более обманчивым! Только в исключительных случаях игроки не могут восстановить своё первоначальное положение в коляске. Ни при каких обстоятельствах судьи не должны оказывать помощь в восстановлении положения игрока. Если игрок действительно выпадает из коляски и это оказывает непосредственное влияние на игровое действие, то арбитры вправе остановить игру и позволить спортсмену восстановить исходное положение. Однако если упавший игрок не участвует непосредственно в игровом действии, то судьи должны воздержаться от свистка до тех пор, пока игровое действие не завершится. Несколько более интересных факторов, повлиявших на развитие баскетбола на колясках, включали в себя увеличение размера больших колёс до 69 см, появление трёхколесных колясок, разрешение всем игрокам (а не только тем, кто имеет более серьёзную степень инвалидности) пристёгивать себя ремнём к коляске, а также добавление нижних роликов для предотвращения падений игроков на спину на игровую поверхность. Для дальнейшего следования тому пути, по которому развивался баскетбол на колясках, подкомитет Технической Комиссии рассматривает предложение Бразильской Федерации баскетбола на колясках видоизменить правило ведения мяча и сделать его более приближённым к определению ФИБА и общемировой трактовке. Если данное предложение будет одобрено Конгрессом, то окажет существенное влияние на игру в баскетбол на колясках.